# 普雷里鎮區 (密蘇里州蒙哥馬利縣)
普雷里鎮區（英語：Prairie Township）是位於美國密蘇里州蒙哥馬利縣的一個行政鎮區。

## 地方資料
普雷里鎮區的面積為197.59平方千米，當中陸地面積為196.30平方千米，而水域面積為1.29平方千米。根據2020年美國人口普查的數據，當地共有人口819人，而人口密度為每平方千米4.14人。